# Abiel Osorio
Abiel Alessio Osorio (San Nicolás de los Arroyos, Buenos Aires, 13 de junio de 2002) es un futbolista argentino. Juega de delantero en Defensa y Justicia, de la Primera División de Argentina.

## Primeros años
Sobrino del exfutbolista profesional Aldo Osorio, ingresó a C. A. Vélez Sarsfield a los 13 años. Se ha ganado el apodo de 'El Tanque' debido a su físico.

## Trayectoria
En julio de 2021 firma su primer contrato profesional con el Club Atlético Vélez Sarsfield, pactando un contrato por dos años. La temporada siguiente debutó con el primer equipo, el 6 de marzo de 2022, en la Copa de la Liga Argentina ante el Club Estudiantes de La Plata. Al mes siguiente marcó su primer gol profesional, en su primera titularidad profesional, el 8 de mayo de 2022, en la victoria por 2-1 ante Colón. Posteriormente amplió su contrato con el club hasta finales de 2024.
En marzo de 2024 fue denunciado junto a otros 3 jugadores de Vélez Sarsfield por violar a una mujer en un hotel de la provincia argentina de San Miguel de Tucumán, siendo acusado Osorio junto a Sebastián Sosa, Braian Cufré y José Florentín. El expediente por el delito de abuso sexual con acceso carnal es investigado Unidad Fiscal de Abuso Contra la Integridad Sexual N° 1 de Tucumán.
 Posteriormente C. A. Vélez Sarsfield decidió separar a los cuatro jugadores de manera preventiva tras activar el protocolo que tienen para estos casos.
Luego de unos meses después de rescindir su contrato con el Club Atlético Vélez Sarsfield debido a la denuncia de abuso sexual en su contra, el 14 de julio de 2024 fue anunciado como nuevo jugador del Club Social y Deportivo Defensa y Justicia.

## Selección nacional
En agosto de 2023 fue convocado a la selección argentina de fútbol sub-23 por el técnico Javier Mascherano.

## Estadísticas
Actualizado al último partido disputado el 23 de febrero de 2025.
| Vélez Sarsfield Argentina | 1.ª           | 2022          | 25 | 5  | 5  | 2 | 10 | 1 | 40  | 8  |
| Vélez Sarsfield Argentina | 1.ª           | 2023          | 26 | 2  | 11 | 0 | 0  | 0 | 37  | 2  |
| Vélez Sarsfield Argentina | 1.ª           | 2024          | 0  | 0  | 9  | 2 | 0  | 0 | 9   | 2  |
| Vélez Sarsfield Argentina | Total club    | Total club    | 51 | 7  | 25 | 4 | 10 | 1 | 86  | 12 |
| Defensa y Justicia Argentina | 1.ª           | 2024          | 20 | 4  | 0  | 0 | 0  | 0 | 20  | 4  |
| Defensa y Justicia Argentina | 1.ª           | 2025          | 6  | 1  | 1  | 0 | 0  | 0 | 7   | 1  |
| Defensa y Justicia Argentina | Total club    | Total club    | 26 | 5  | 1  | 0 | 0  | 0 | 27  | 5  |
| Total carrera | Total carrera | Total carrera | 77 | 12 | 26 | 4 | 10 | 1 | 113 | 17 |
| (1) La copa nacional se refiere a la Copa Argentina y Copa de la Liga Profesional. (2) La copa internacional se refiere a la Copa Sudamericana y Copa Libertadores. |               |               |    |    |    |   |    |   |     |    |